# Слободка (Урицкий район)
Слободка — деревня в Урицком районе Орловской области России.
Входит в состав Богдановского сельского поселения.

## География
Расположена юго-западнее хутора Останино. Возле деревни берёт начало река Старец, впадающая в реку Цон.
Через Слободку проходят просёлочные дороги, имеется одна улица Раздольная.

## Население
| 2010 |
| ---- |
| 21   |